# Marat Chusnullin
Marat Šakirzjanovič Chusnullin (in russo Марат Шакирзянович Хуснуллин?; Kazan', 9 agosto 1966) è un politico russo.

## Biografia
Dal 2001-2010 è stato Ministro dell'edilizia, dell'architettura, delle abitazioni e dei servizi della Repubblica del Tatarstan.  Dal 2010 al 2020 è stato vicesindaco di Mosca nel Governo di Mosca per lo Sviluppo Urbano e Edilizia. Dal 2020 è vicepresidente del consiglio dei ministri della Federazione Russa nel Governo Mišustin.

## Famiglia
È sposato e ha tre figli.